# 저이온화 핵 방출선 영역

허블 우주 망원경(HST)에 의해 관측된 솜브레로 은하(메시에 104). 솜브레로 은하는 LINER 은하 중 하나이다. 제공: HST/NASA/ESA

저이온화 핵 방출선 영역 또는 저전리 핵방출선 영역(영어: Low-ionization nuclear emission-line region, LINER)은 스펙트럼선방출로부터 정의되는 은하핵의 한 유형이다. 이들의 스펙트럼은 보통 O, O+, N+과 같은 약이온 또는 중성원자에서 기원한 선방출을 포함한다. 반대로 O++, Ne++, He+과 같은 강이온 원자에서 기원한 스펙트럼 선 방출은 상대적으로 약하다.

## 발견
이 유형의 은하핵은 티머시 헤크먼의 1980년에 발표된 은하핵의 스펙트럼에 관한 일련의 논문을 통해 처음으로 발견되었다.

## 통계
LINER를 포함하는 은하를 보통 LINER 은하(LINER galaxy)라고 표현한다. LINER 은하는 매우 흔하다. 근처의 모든 은하(대략 20~40 Mpc 내의 은하)의 약 3분의 1이 LINER 은하로 분류된다. LINER 은하의 약 75%는 타원은하, 렌즈상은하거나 S0/a-Sab 은하(큰 팽대부와 꽉 감긴 나선팔을 가진 나선은하)이다. LINER는 Sb-Scd 은하(작은 팽대부와 느슨하게 감긴 나선팔을 가진 나선은하)에서는 덜 발견되고, 가까운 불규칙은하에서는 매우 희귀하다. 또한 LINER는, 적외선 광도에 의해 정의되는 은하의 유형으로 두 은하가 서로 충돌하면서 자주 형성되는 발광적외선은하(LIRG)에서 흔히 발견된다. 정의상 "은하"란 비충돌 천체(별)로 구성되어 있으며 나아가 충돌할 수 없다. LIRG의 대략 4분의 1이 LINER를 포함하고 있다.

## 에너지원과 이온화 메커니즘에 관한 학계 논쟁
LINER는 두개의 큰 논쟁의 중심에 있어왔다. 첫번째로, 천문학자들은 이러한 은하의 중심부에서 이온화 기체를 들뜨게하는 에너지의 원인에 관해 논쟁했다. 일부 천문학자들은 초대질량 블랙홀을 품은 활동은하핵(AGN)이 LINER의 스펙트럼선방출의 원인이 될 것이라 주장했다. 다른 천문학자들은 방출이 별형성영역에 의해 작동할 것이라 주장했다. 다른 큰 논쟁은 이온이 어떻게 들뜨게 되었는지와 관련있다. 일부 천문학자들은 기체를 통해 전파되는 충격파가 기체를 이온화시켰을 것이라 주장했고, 다른 이들은 광이온화가 원인이 될 것이라 주정했다.
이러한 논쟁은 LINER가 서로 다른 밝기와 형태를 가진 천체에서 매우 다양하게 발견된다는 사실로부터 더 복잡해진다. 나아가서 LINER의 에너지원에 관한 논쟁은 빛이 별형성영역에서 방출된 것인지, 아니면 LIRG에서 보이는 큰 적외선 광도를 야기하는 AGN에서 방출된 것인지에 관한 유사한 논쟁과 얽히게 되었다.
LINER 방출에 관한 에너지원과 들뜸 메커니즘 모두 아직까지 연구 중이긴 해도, 많은 LINER는 AGN으로서 자주 일컬어진다.

## LINER에서의 별의 형성
별의 형성과 LINER의 활동 사이의 관련성을 찾기 위해 많은 탐사가 이루어져 왔다. 별의 형성활동과 LINER의 활동 사이의 관련성이 발견된다면, LINER가 별형성영역에서 발견되는 뜨거운 기체에 의해 작동한다는 가능성이 커진다. 그러나 LINER에서 별의 형성을 발견할 수 없다면, 별의 형성으로 LINER 방출을 작동한다는 이론은 완전히 배제된다.

### LINER를 가지는 LIRG에서의 별의 형성
스피처 우주 망원경을 이용한 최근의 관측은 발광적외선은하(LIRG)에서의 LINER 방출과 별의 형성활동 사이의 명확한 관련성을 보여준다. LINER를 가지는 LIRG의 중적외선 스펙트럼은 폭발적 항성생성 은하의 중적외선 스펙트럼과 유사한 모습을 보여주었다. 이는 밝은 적외선 LINER가 별의 형성활동에 의해 작동된다는 것을 암시한다. 그러나, AGN에서 비롯된 일부 중적외선 스펙트럼선방출 또한 이러한 은하에서 발견되어 왔다. 이는 별의 형성만이 이러한 은하의 에너지원인 것이 아님을 시사한다.

### LINER를 가지는 정상은하에서의 별의 형성
LINER를 가진 근처의 정상은하는 다르게 보인다. 소수의 근적외선 분광탐사는 정상은하에서 별의 형성에 의해 작동되었을 몇몇 LINER를 발견했다. 그러나, 근처의 은하에 있는 대부분의 LINER는 낮은 수준의 별의 형성활동을 가진다. 나아가서 많은 LINER의 항성종족은 매우 오래된 것으로 보이고, 스피처 우주 망원경에 의해 관측된 중적외선 스펙트럼은 별의 형성으로부터 예측되는 스펙트럼과 유사하지 않은 것으로 나타난다. 이러한 결과는 근처의 정상은하에 있는 많은 LINER가 별의 형성에 의해 작동되지 않음을 보여준다. 소수의 예외가 분명히 있긴 해도 말이다.

## 주목할 만한 LINER 은하
- 메시에 94[1]
- NGC 5005[1]
- NGC 5195[1]
- 솜브레로 은하[1]

## 같이 보기
- 세이퍼트 은하 - AGN을 포함하는 또다른 유형의 은하